# Work (canção de Ciara)
"Work" é uma canção gravada pela cantora e compositora norte-americana Ciara com participação vocal da artista Missy Elliott. Foi co-composta pelas duas juntamente com Nate "Danja" Hills e Marcella Araica, com a produção e arranjos ficando a cargo de Danja com o auxílio de Araica. A faixa foi distribuída pela editora discográfica LaFace a partir de 5 de Maio de 2009 como o quinto e último single do terceiro álbum de estúdio de Ciara, Fantasy Ride (2009), que descreveu "Work" como uma música energética de discoteca. O tema havia primeiramente feito parte de uma disputa para que fosse divulgado como o primeiro single de Fantasy Ride, eventualmente perdendo para "Go Girl".
"Work" marca a terceira colaboração de Ciara e Elliott, após "1, 2 Step" (2004) e "Lose Control" em (2005). Musicalmente, é uma faixa dos géneros electropop e dance de ritmo acelerado com elementos de música house e hip hop nos seus arranjos e batida. Foi recebida com opiniões mistas pelos críticos especialistas em música contemporânea, com alguns considerando-a a faixa mais forte do álbum e vangloriando o seu gancho. Todavia, houve analistas musicais que desprezaram-na por ser banal e decepcionante.
O tema conseguiu alcançar um sucesso comercial moderado na Europa, onde atingiu um máximo de número 52 na tabela oficial de canções do Reino Unido e número 46 da tabela de canções da Suécia. A sua posição de pico mais alta foi na tabela de canções da Irlanda, onde alcançou as quarenta melhores posições. O vídeo musical promocional para a canção foi realizado por Melina Matsoukas e apresenta Ciara e suas bailarinas a se desempenharem rotinas de dança em um local de construção.

## Antecedentes e lançamento
Ciara deu arranque à produção do seu terceiro trabalho de estúdio no início de 2008, colocando-se como a produtora executiva juntamente com Mark Pitts, coordenador de A&R da distribuidora fonográfica LaFace. Nas primeiras sessões de gravação para o disco, a cantora trabalhou com produtores como Christopher "Tricky" Stewart, Nate "Danja" Hills, Jasper Cameron, e The-Dream. "Work" foi primeiramente anunciada em Junho de 2008 pela LaFace. Mais tarde em Outubro, foi revelado que iria ser um dueto com Missy Elliott, tornando-se na terceira colaboração das artistas, seguindo "1, 2 Step" (2004) de Ciara, e "Lose Control" (2005) de Elliott. Ao ser entrevistada pela MTV News no local de gravações do vídeo musical do single "Go Girl" (2008), Ciara disse: "Eu tenho uma música com Missy, e ela é louca e fora deste mundo. A energia é o décimo poder de novo."

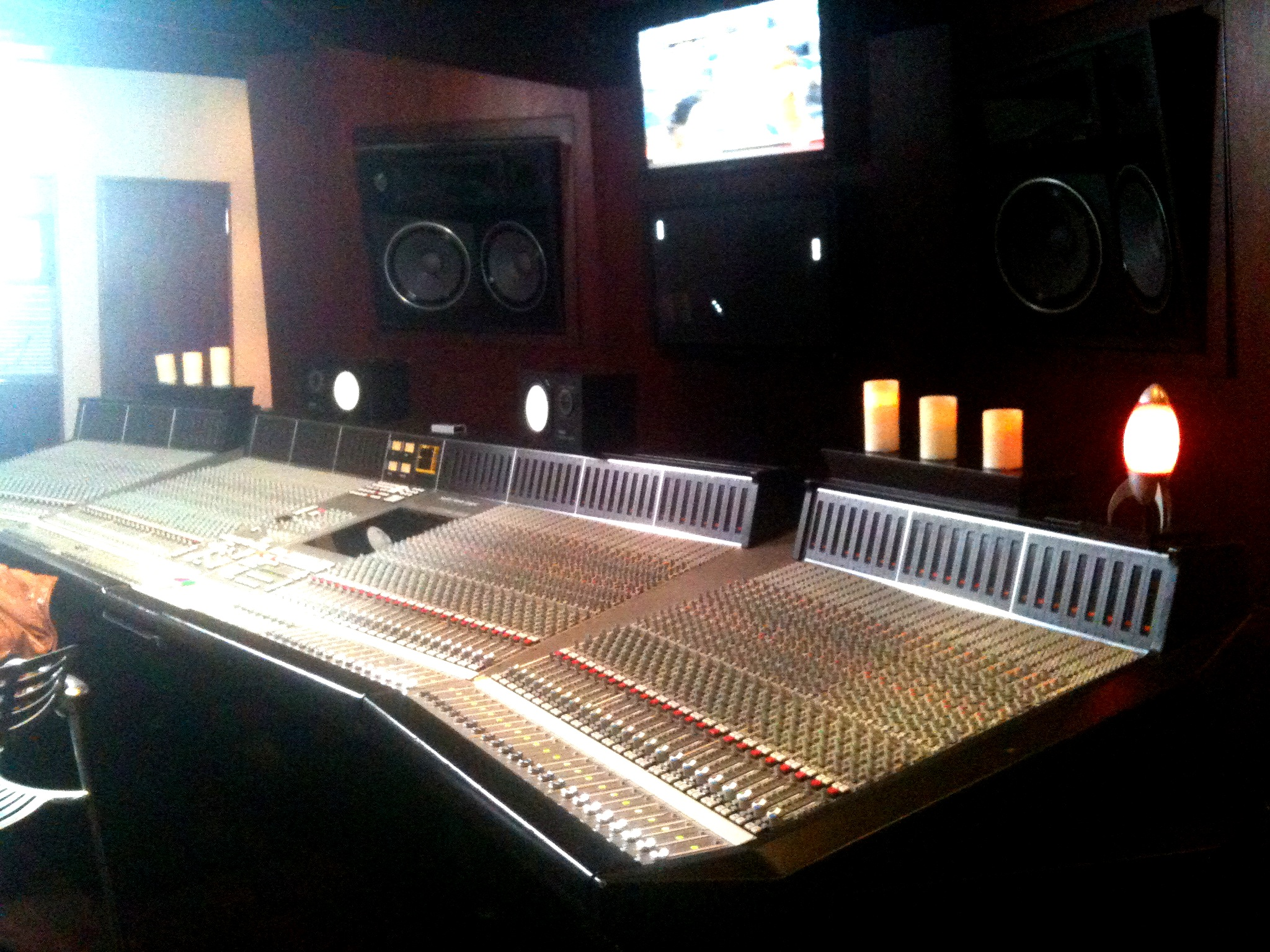
"Work" foi gravada no estúdio Chalice Recording (imagem) em Los Angeles por Marcella Araica, co-compositora e co-produtora da faixa.

"Quando Missy e eu fazemos uma música, a energia fica em um nível totalmente diferente. Não posso explicar exactamente o que é. É apenas a energia, eu acho. Ela sabe realmente como fazer uma festa ser uma festa. Isso é o que eu quero — fazer com que esta música seja a música de festa derradeira. Foi basicamente assim como tudo aconteceu. Eu não sei. Eu acho que cada vez que trabalhamos juntas damos cem por cento da nossa energia para a outra. É uma loucura! Às vezes você não consegue explicar o que a química é. É exactamente como você se sente."
— Ciara ao falar sobre a colaboração com Elliott em uma entrevista para o Blogcritics.
Originalmente, Fantasy Ride, o terceiro álbum de estúdio de Ciara, seria dividido em três discos, cada um a representar um som particular. "Work" foi criada para aparecer no terceiro disco do projecto, intitulado Kingdom of Dance e caracterizado por música orientada pela dança. Em entrevista à revista Billboard em Agosto de 2008, a cantora falou sobre a inclusão desta canção nesse disco, afirmando: "Esta é uma música de energia alta. Este é o tipo de música que você pode ouvir enquanto pratica exercício. Você vai suar como se estivesse a ocorrer uma tempestade na discoteca."
"Work" e a canção "High Price" estiveram, em algum momento, na disputa de servir como o primeiro single do álbum; contudo, "Go Girl" foi escolhida no lugar de ambas. Então, "Work" foi finalmente distribuída em plataformas digitais como o quinto e último single de Fantasy Ride a 5 de Maio de 2009 nos Estados Unidos. A 24 de Julho seguinte, foi disponibilizada para vendas em formato físico e em plataformas digitais da Austrália, e três dias depois em territórios internacionais como a Suécia e o Reino Unido. No Canadá, a versão em formato físico foi lançada a 28 de Julho, enquanto na Alemanha foi lançada apenas a 21 de Agosto juntamente com o lado-B "Fit of Love". Nos Estados Unidos, um novo lançamento incluindo a versão instrumental da faixa foi disponibilizado digitalmente a 8 de Dezembro.

## Estrutura musical e conteúdo
"Work" é um tema co-composto por Ciara, Nate "Danja" Hills, Marcella Araica e Missy Elliott, com a produção e arranjos ficando sob a responsabilidade de Danja, que foi ajudada por Araica. A canção foi gravada por Araica nos estúdios Chalice Recording na cidade de Los Angeles, Califórnia, e nos estúdios Goldmind em Virginia Beach, Virgínia. Mais tarde, foi misturada pela mesma neste último estúdio, com assistência de Jared Newcomb. O arranjo vocal foi tratado por Ciara.
Musicalmente, "Work" é um tema dos géneros electropop e dance de ritmo acelerado com elementos de música house na sua produção. Além disso, apresenta ainda batidas de hip hop e usa sons de palmadas e bipes de sintetizadores no seu pano de fundo. Andrew Rennie, do periódico canadiano NOW Magazine, descreveu a instrumentação como "bumbo pesado," enquanto Joey Guerra, do jornal Houston Chronicle chamou-lhe de "uma faixa de discoteca frenética." Sarah Rodman, do The Boston Globe, escreveu que Ciara "navega por balidos de sintetizadores e arrotos e uma batida agitante-e-vibrante com agilidade."
A canção inicia com Elliott a cantar "When the song come on in the club, turn it up, turn it up, turn it up." Ciara, de seguida, abre a primeira estrofe, a cantar "The dance train is coming back again. Extravaganza, you should run and tell a friend." O gancho da canção consiste em uma repetição gritante de "Work Work!". A faixa também inclui a frase "You better shake that thang like a donkey!", considerada por David Balls, do portal britânico Digital Spy, como "provocante."

## Recepção crítica
| Críticas profissionais  | Críticas profissionais |
| Avaliações da crítica   | Avaliações da crítica  |
| Fonte                   | Avaliação              |
| ----------------------- | ---------------------- |
| Allmusic                | (negativa)             |
| About.com               | (positiva)             |
| The Boston Globe        | (positiva)             |
| The Dallas Morning News | (positiva)             |
| Digital Spy             | [ 18 ]                 |
| Houston Chronicle       | (positiva)             |
| IGN                     | (positiva)             |
| Metro Weekly            | (positiva)             |
| PopMatters              | (negativa)             |
| Yahoo!                  | (negativa)             |

Sarah Rodman, para o jornal The Boston Globe, chamou "Work" de a canção mais essencial de Fantasy Ride e elogiou Elliott por ser a melhor artista convidada. Rodman escreveu que Ciara "tem o seu próprio conselho para 'colocar um pouco de pressão sobre si.'" Bill Lamb, analista musical para o portal About.com, nomeou a canção como uma das melhores do álbum, e escreveu que ela se encontra "em algum lugar entre o clássico contemporâneo '1, 2 Step' de Ciara e 'Lose Control' da própria Missy Elliot." Andrew Rennie, da revista canadiana Now, considerou "Work" como uma das faixas mais fortes do álbum e observou a "química [de marca] registada" entre as vocalistas.

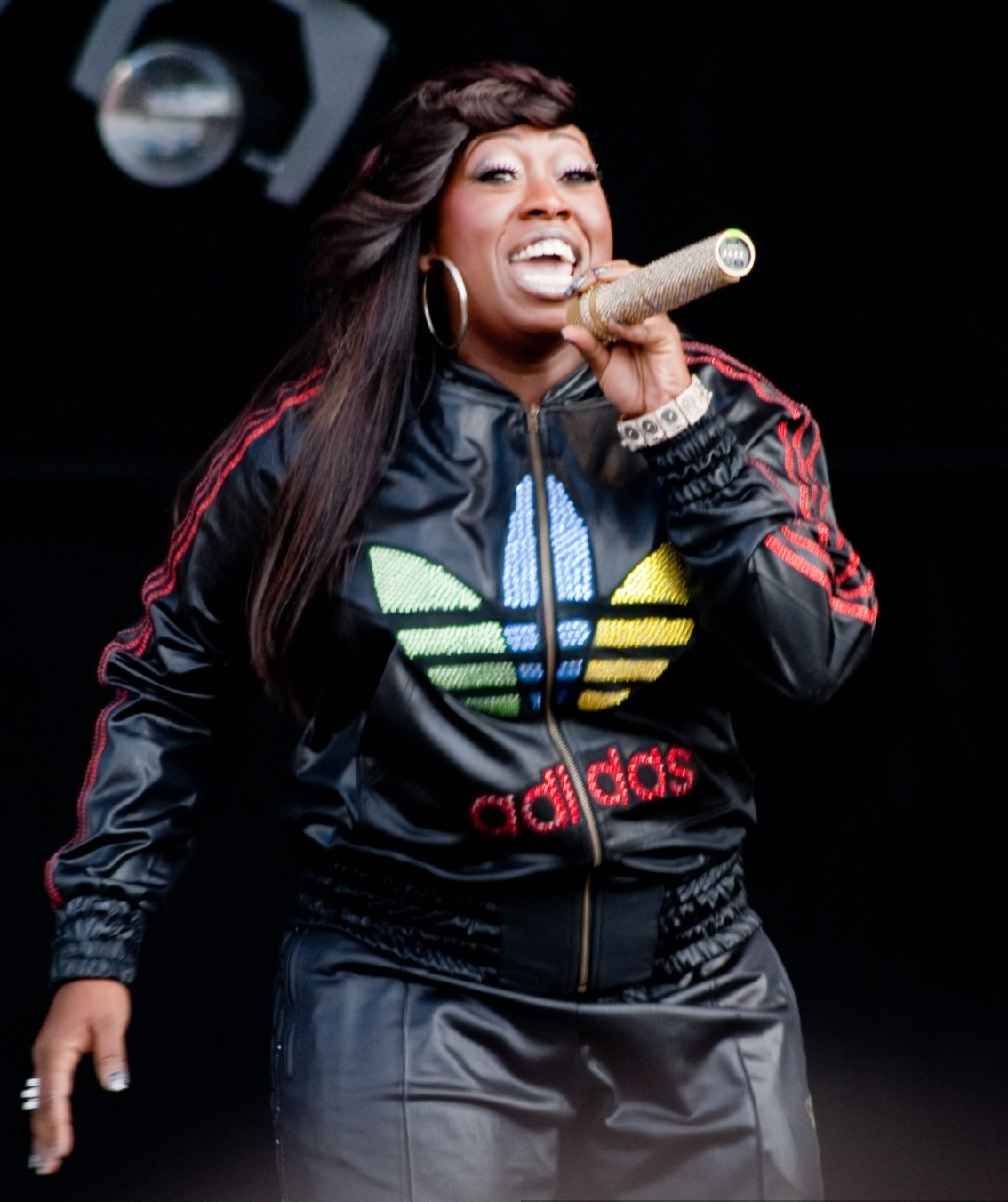
A química entre Ciara e Missy Elliott (imagem) em "Work" foi elogiada pelos críticos. "Work" é a terceira colaboração entre as artistas.

Finn White, para o portal britânico IGN, opinou que a obra "vai fazer todas as meninas marotas suarem na pista de dança." Na sua análise de Fantasy Ride para o jornal matinal The Dallas Morning News, o jornalista Marrio Tarradell escreveu que "Love Sex Magic", canção de Ciara na qual o cantor norte-americano Justin Timberlake faz uma participação vocal, é uma "arrasadora de pista de dança," e observou que "Work" é "semelhante a uma canção pronta para a discoteca," referindo-se a ambos temas como "ultra-pegajosos." Falando sobre a canção, Tarradell escreveu: "O refrão rápido 'work, work, work,' ligar-se-á à sua cabeça como se fosse 'cola Krazy Glue.'"
Escrevendo para a revista LGBT Metro Weekly, o resenhista Doug Rule chamou a canção de um "clássico instantâneo" e referiu-se à ela como uma "sequela do maravilhoso êxito de 2002 de Elliott, 'Work It.'" Um crítico do portal Rap-Up achou que "Work" foi uma das melhores faixas de Fantasy Ride. David Balls, para o portal britânico Digital Spy, atribuiu à "Work" três estrelas de um máximo de cinco, escrevendo que ela "tem todos os ingredientes de sucesso, mas falta o golpe assassino para deixar você com falta de ar." Balls também observou que Ciara tende a contar com artistas convidados para garantir-lhe um êxito. Escrevendo para o Houston Chronicle, Joey Guerra chamou a canção de uma "explosão de energia," mas observou que é "muito reminiscente aos êxitos passados de Ciara/Elliott.," opinando que "uma pequena variação teria feito uma música mais dinâmica."
Andy Kellman, para o portal Allmusic, teve uma opinião negativa sobre a canção, chamando-a de "confusão de pista de dança cheia de porcaria que não beneficia a voz rouca de Missy Elliott." Jordan Sargent, para a revista electrónica PopMatters, considerou a canção uma decepção devido aos vocais "sem vida" por parte de Ciara. Dan Gennoe, para a publicação do Yahoo! no Reino Unido e Irlanda, referiu-se a "Work" como "um trabalho muito oprimido que Missy certamente não teria colocado em qualquer lugar perto de um dos seus próprios álbuns."

## Vídeo musical

Ciara com suas dançarinas no vídeo musical de "Work".

O vídeo musical para "Work" foi realizado pela norte-americana Melina Matsoukas, também responsável pelo vídeo de "Go Girl" (2008). Um trecho foi divulgado em meados de Junho de 2009, seguido por um conjunto de fotos com fins promocionais, com o trabalho completo estreando no Reino Unido a 23 de Junho de 2009 às dezanove horas (UTC+0) no canal de televisão 4Music, e mais tarde sendo transmitido no Channel 4 em torno da meia-noite. No dia seguinte, o teledisco foi adicionado ao perfil oficial de Ciara na plataforma Bebo.
O vídeo começa com várias imagens de um local de construção onde Ciara chega em um veículo de construção de grande porte. Elliott canta a sua estrofe de abertura do topo de uma pilha de pneus grandes, enquanto Ciara canta a sua primeira estrofe vestida com um macacão cinza e óculos de aviador quadrados. Mais tarde aparece em um par de collants pretos finos enquanto anda sedutoramente ao longo de uma passarela na construção. Ciara, em seguida, move-se para uma duna de areia situada na frente do local com as suas dançarinas para que realizem uma coreografia, desta vez vestida com uma blusa branca, calças de ganga rasgadas, cinto e óculos de construção. A segunda estrofe apresenta dança intensa e intercala imagens de Ciara em um vestido PVC turquesa e salto alto stiletto enquanto dança na frente de uma pilha de pneus. Ela, então, volta à duna com as suas dançarinas, onde dançam de acordo com às palavras de Elliott. O vídeo termina na duna de areia, com Ciara e suas dançarinas a caírem lentamente para o chão e depois se levantando.

## Alinhamento de faixas e formatos
| - CD single / Download digital (88697-55305-2) (Alemanha e Austrália) 1. "Work" (com participação de Missy Elliott) – 4:05 2. "Fit of Love" – 3:18 - CD single (França) 1. "Work" (com participação de Missy Elliott) (edição da rádio) – 3:34 2. "Work" (com participação de Missy Elliott) (versão do álbum) – 4:05 3. "Work" (instrumental) – 4:05 | - Download digital / CD single (Estados Unidos) 1. "Work" (com participação de Missy Elliott) – 4:05 2. "Work" (instrumental) – 4:05 - CD single (Reino Unido) 1. "Work" (com participação de Missy Elliott) (Pokerface Radio Edit) – 3:29 2. "Work" (com participação de Missy Elliott) (Pokerface Club Mix) – 4:29 3. "Work" (com participação de Missy Elliott) – 3:34 |

## Créditos e pessoal
Os créditos seguintes foram adaptados do encarte do álbum Fantasy Ride (2009) e do CD single "Work".
Gravação
- Gravada nos estúdios Chalice Recording em Los Angeles, Califórnia, EUA;
- Gravada nos estúdios Goldmind em Virginia Beach, Virgínia, EUA;
- Masterizada no Sterling Sound em Nova Iorque, Nova Iorque, EUA.

| "Work" - Ciara Princess Harris — composição, vocais principais, arranjos vocais, vocais de apoio - Nate "Danja" Hills — composição, produção e arranjos - Marcella "The Incredible Lago" Araica — composição, mistura, co-produção e arranjos, mistura, gravação vocal - Melissa Arnette "Missy" Elliott — composição, vocais principais, vocais de apoio - Jared Newcomb — assistência de mistura | "Fit of Love" - Syience — produção e arranjos, instrumentos (metais, cordas, teclado) - Phil Tan — mistura - Brian Stanley — gravação - Ciara P. Harris — composição, vocais principais - Reggie Perry — composição - Tawanna Dabney — composição |

## Desempenho nas tabelas musicais
No Reino Unido, "Work" fez a sua entrada tabela oficial de canções no número 71, segundo a publicação de 11 de Julho de 2009 da Official Charts Company. Na semana seguinte, subiu quinze posições, alcançando o número 56. Na sua terceira semana, subiu mais quatro colocações, atingindo o seu máximo no número 52. No total, "Work" esteve presente na tabela musical por sete semanas. Na vizinha Irlanda, a canção estreou no número 31 na tabela musical de singles, tornando-se esta a sua posição de pico. Ainda na Europa, estreou na tabela de canções sueca no número cinquenta a 17 de Julho de 2009. Na semana seguinte, subiu para o número 46, a sua posição de pico.
Em outros lugares, na Austrália, o tema fez a sua estreia na tabela de singles no número 98, segundo a publicação da Australian Recording Industry Association de 13 de Julho de 2009. Depois de subir várias posições nas três semanas seguintes, chegou ao número 66 na sua quinta semana.
| País — Tabela musical                              | Posição de pico |
| -------------------------------------------------- | --------------- |
| Austrália — ARIA Top 100 Singles Chart             | 66              |
| Irlanda — Singles Top 50 (IRMA)                    | 31              |
| Suécia — Top Singles Top 100 (Sverigetopplistan)   | 46              |
| Reino Unido — Official Singles Chart Top 100 (OCC) | 52              |
| Reino Unido — R&B Singles Chart (OCC)              | 18              |